# Erik Almlöf
Erik Albin Almlöf (20. prosince 1891 Stockholm – 18. ledna 1971 Jenkintown, Pensylvánie, USA) byl švédský atlet, specialista na trojskok, účastník 5. letních olympijských her 1912 ve Stockholmu a 7. letních olympijských her 1920 v Antverpách, dvojnásobný bronzový olympijský medailista.
V období mezi olympiádami narušeném světovou válkou zvítězil v řadě atletických závodů, získal dva švédské mistrovské tituly (1913 a 1914), za války získal několik titulů v USA, v roce 1920 byl druhý v trojutkání USA, Francie a Švédska, svoji kariéru ukončil v roce 1923 v Göteborgu. Almlöf se stal podnikatelem s aktivitami ve Švédsku a Spojených státech. Nakonec do USA trvale přesídlil.

## Erik Almlöf na olympijských hrách
15. července 1912 se ve Stockholmu uskutečnila olympijská soutěž v trojskoku. Almlöf začal skákat v kvalifikační skupině B a skončil v ní druhý za krajanem Topsy Lindblomem (jeho výkon 14.76 m) až díky třetímu pokusu výkonem 14.17 m. Do finále nastupoval na třetí (tj. poslední postupové) pozici, když Georg Åberg ve skupině A skočil 14.51 m. Ve finále panovala značná nervozita a žádný ze soupeřů se už nezlepšil, závod skončil švédským triumfem, v němž na Almlöfa zbyla bronzová medaile.
Na olympiádě v Antverpách byl trojskok na pořadu 19. srpna 1920. V kvalifikaci stačily Almlöfovi na postup do šestičlenného finále dva platné pokusy, výkonem 14.19 m postupoval z druhého místa, Fin Ville Tuulos se ve finále už nezlepšil, přesto se stal výkonem 14.505 m olympijským vítězem, když jej těsně ohrozil Almlöfův krajan Folke Jansson (14.48 m). Almlöf se už zlepšil jen o několik cm na 14.27 cm a ocitnul po osmi letech opět na bronzové pozici.